# Ribeira Alta
Ribeira Alta es una localidad caboverdiana del municipio de Ribeira Grande.

## Geografía
La localidad está situada en la isla Santo Antão.

## Organización territorial
La localidad abarca los lugares y barrios de:
- Chã de Paulo
- Chãzinha
- Descida
- Lombo de Santo
- Pé da Vinha